# سستا گودانو
سستا گودانو (به ایتالیایی: Sesta Godano) یک کومونه در ایتالیا است که در استان لا اسپتزیا واقع شده‌است.

## خصوصیات
سستا گودانو ۶۹٫۴ کیلومترمربع مساحت و ۱٬۴۹۷ نفر جمعیت دارد و ۲۴۲ متر بالاتر از سطح دریا واقع شده‌است.